# Motor City Ska
Motor City Ska é o álbum de estreia da banda The Insyderz, lançado a 27 de Julho de 1997.
O disco atingiu o nº 23 da Top Contemporary Christian.

## Faixas
1. "Carnival" - 2:46
2. "Compadre" - 3:00
3. "Trigger Happy" - 3:02
4. "I Say" - 2:43
5. "2:3, 4, 5 (This I Know)" - 3:32
6. "Common Riddle" - 2:11
7. "Enthos" - 3:45
8. "House for Sale" - 3:01
9. "Buddy Boy" - 2:37
10. "Funktified Brother Love" - 1:38
11. "Walking Dead" - 2:43
12. "Sacrifice" - 4:11
13. "Weebles" - 10:13

## Créditos
- Joe Yerke - Vocal
- Al Brown - Corneta
- Beau McCarthy - Baixo
- Mike Rowland - Trombone
- Nate Sjogren - Bateria
- Kyle Wasil - Guitarra